# Xysticus corsicus
Xysticus corsicus là một loài nhện trong họ Thomisidae.
Loài này thuộc chi Xysticus. Xysticus corsicus được Eugène Simon miêu tả năm 1875.